# Davide Ghersini
Davide Ghersini (Genova, 9 aprile 1985) è un arbitro di calcio italiano.

## Carriera
Nato a Genova, matura la decisione di intraprendere la carriera arbitrale nel 2003, all'età di 18 anni, così si iscrive al corso arbitri, superando poi l'esame e diventando dunque arbitro effettivo presso la sezione di Genova.
Nel settembre 2003 dirige le sue prime partite in assoluto. Inizia a scalare le categorie, riuscendo ad approdare in Serie D per la stagione sportiva 2009-2010. Qui rimane in organico due anni, per poi essere promosso, nell'estate del 2011, nell'organico di Lega Pro.
Dopo ulteriori due anni in Lega Pro, dove viene insignito del Premio Nardini come miglior arbitro debuttante in Prima Divisione per la stagione 2011-2012 e conclusisi con la direzione di alcune gare valide per i play-off di categoria, compresa la finale di ritorno Lecce-Carpi, per la stagione sportiva 2013-2014 viene promosso in CAN B dove fa il suo esordio nella serie cadetta il 24 agosto 2013 in occasione della gara Brescia-Virtus Lanciano. Al termine della stagione, dopo aver diretto 15 partite in serie cadetta, riesce a centrare anche l'esordio in Serie A. Questo avviene il 6 maggio 2014 in occasione della partita Napoli-Cagliari, valida per la terzultima giornata della Serie A 2013-2014.
Il 16 luglio 2016 riceve a Santa Sofia (FC) il Premio Sportilia quale miglior arbitro emergente in Serie B per la stagione 2015-2016.
Il 1º settembre 2020 viene inserito nell'organico della CAN A-B, nata dall’accorpamento di CAN A e CAN B: dirigerà sia in Serie A che in Serie B. Nella stagione 2020-2021 viene designato in 4 partite del massimo campionato e in 11 in cadetteria.
Nell'ambito di una collaborazione tra l'AIA e la Federazione Cipriota, il 26 aprile 2022 è VAR in Anorthosis-Omonia Nicosia, semifinale della Coppa Nazionale di Cipro, diretta dall'italiano Gianluca Manganiello.
Il 4 ottobre 2022, dopo altre apparizioni in competizioni UEFA, esordisce come quarto ufficiale di gara nella partita dei gironi di Champions League Marsiglia-Sporting Lisbona, diretta da Davide Massa.
Nell'ambito di una collaborazione tra l'AIA e la Federazione Cipriota, il 7 gennaio 2023 è VAR in Anorthosis-AEK Larnaca e il giorno seguente è nuovamente VAR in Paphos-Apollon Limassol, entrambe gare del massimo campionato di Cipro.
Il 3 aprile 2023 dirige la finale della Viareggio Cup Sassuolo-Torino, terminata 2-1.
Nell'ambito di una collaborazione tra l'AIA e la Federazione Cipriota, il 22 settembre 2023 è VAR in Zakakiou-AEK Larnaca, mentre il giorno dopo dirige Anorthosis-APOEL Nicosia. Il 9 febbraio 2024 è VAR in Omonia Nicosia - Anorthosis, il giorno successivo è VAR in AEK Larnaca - Apollon e l'11 febbraio 2024 dirige come arbitro l'incontro AEL Limassol - APOEL Nicosia, tutte gare del massimo campionato di Cipro. .
Nell'ambito di una nuova collaborazione tra l'AIA e la Federazione Azera, Il 18 maggio 2024 è VAR a Baku in Sabail - Neftci Baku, partita del massimo campionato dell'Azerbaijan Premyer Liqasi.
Al termine della stagione 2024-2025, vanta 32 presenze in Serie A e 179 in Serie B.
Il 1° luglio 2025 viene avvicendato dalla CAN per limiti di permanenza nel ruolo dopo 12 anni di appartenenza alla CAN come arbitro effettivo.
Dalla stagione 2025/2026 entra a far parte dell’organico VMO (Video Match Official) operando come Var per i campionati di Serie A e Serie B.